# Dompierre-sous-Sanvignes
Dompierre-sous-Sanvignes este o comună în departamentul Saône-et-Loire, Franța. În 2009 avea o populație de 69 de locuitori.

## Evoluția populației
| An        | 1975 | 1982 | 1990 | 1999 | 2006 | 2009 |
| --------- | ---- | ---- | ---- | ---- | ---- | ---- |
| Populație | 100  | 94   | 80   | 79   | 75   | 69   |